# Хёый-ванху
Хёый-ванху (хангыль: 효의왕후, ханча: 孝懿王后; 5 января 1754 — 10 апреля 1821) — чосонская королева-консорт. Супруга Ли Сана, 22-го чосонского вана Чонджо. Личное имя женщины неизвестно. Поскольку она родилась в семье Ким из клана Чхонпун Ким (хангыль: 청풍김씨, ханча: 淸風金氏), её называли госпожой Ким. В 1899 году император Коджон посмертно дал ей имя Хёый, Добрая Императрица (효의선황후, 孝懿宣皇后).

## Жизнеописание
Будущая королева Хёый родилась 5 января 1754 года на двадцать девятом году правления короля Ёнджо. Она была дочерью Ким Си Мука (хангыль: 김시묵, ханча: 金時默) и его жены госпожи Хон из клана Намьян Хон (хангыль: 남양 홍씨, ханча: 南陽 洪氏).
Она вышла замуж за Ли Сана, тогда известного как сын Наследного принца, в 1762 году в возрасте 9 лет, на десятый день второго лунного месяца на тридцать восьмом году правления короля Ёнджо. Говорили, что причина, по которой госпожа Ким стала женой молодого сына Наследного принца, заключалась в том, что она происходила из клана Чхонпун Ким; клана королевы Мёнсон, которая приходилась ей прапрапрабабушкой.
Ее младшая кузина, госпожа Ким, позже вышла замуж за младшего брата госпожи Хегён, что дало ее клану больше королевских связей.
Она стала королевой-консортом после восшествия на престол своего мужа в 1776 году.
Королева Хёый не родила королю Чонджо детей, но она удочерила сыновей двух наложниц своего мужа, Королевской Благородной супруги Ый и Королевской Благородной супруги Су, как своих собственных. Сын Королевской Благородной супруги Ый умер молодым, а сын Королевской Благородной супруги Су в конечном итоге сменил короля Чонджо на троне как король Сунджо.
Королева Хёый пережила своего мужа, умершего в 1800 году, на 21 год. Она умерла в зале Чагён, дворце Чангён, Хансон, на девятый день третьего месяца двадцать первого года правления короля Сунджо.

## Семья
- Пра-пра-пра-прадедушка: Ким Юк (хангыль: 김육, ханча: 金堉) (23 августа 1580 г. — 1 октября 1658 г.)
- Прапрапрапрабабушка: госпожа Юн из клана Папхён Юн (хангыль: 파평 윤씨, ханча: 坡平 尹氏), дочь Юн Гыбыя (хангыль: 윤급의)
- Прапрапрадедушка: Внутренний принц Чхонпун, Ким Вумён (청풍부원군 김우명, 淸風府院君 金佑明) (1619—1675); отец королевы Мёнсон
- Прапрапрабабушка: Внутренняя принцесса-консорт Докун из клана Ынджин Сон (덕은부부인 은진 송씨, 德恩府夫人 恩津 宋氏) (1622—1660)
- Прапрадедушка: Ким Сокён (хангыль: 김석연, ханча: 金錫衍) (1648 — 17 августа 1723); младший брат королевы Мёнсон (королева-супруга короля Хёнджона)
- Прапрабабушка: госпожа Ли из клана Чонджу Ли (전주 이씨, 全州 李氏); шестая дочь Ли Чонхана (이정한, 李挺漢) (25 сентября 1601 г. — 30 августа 1671 г.)[2]
- Прадед: Ким Додже (хангыль: 김도제, ханча: 金道濟)
- Дедушка: Ким Сонын (хангыль: 김성응, ханча: 金聖應) (1699—1764)
- Приемный дедушка: Ким Сынджиб (김성집, 金聖集)
- Бабушка: госпожа Хон из клана Намьян Хон (남양 홍씨, 南陽 洪氏)
- Приемная бабушка: госпожа Ли из клана Вансан Ли (완산 이씨, 完山 李氏)
- Отец: Внутренний принц Чхонвон, Ким Симук (청원부원군 김시묵, 淸原府院君 金時默) (1722—1772)
- Дядя — Ким Джимук (хангыль: 김지묵, ханча: 金持黙) (1724—1799)
  - Кузина — госпожа Ким из клана Чхонпун Ким (хангыль: 청풍 김씨, ханча: 淸風 金氏)[3]
- Дядя — Ким Чимук (김치묵, 金峙默)
- Мачеха: Внутренняя принцесса-консорт Ыйчун из клана Уирён Нам (증 의춘부부인 의령 남씨, 贈 宜春府夫人 宜寧 南氏) (1721—1746); первая жена Ким Симука
  - Сводный дедушка: Нам Джиккван (남직관, 南直寬) (1692—1761)
  - Сводная бабушка: госпожа Ё из клана Хамьян Ё (함양 여씨, 咸陽 呂氏)
- Мать: Внутренняя принцесса-консорт Дансон из клана Намьян Хон (당성부부인 남양 홍씨, 唐城府夫人 南陽 洪氏) (? — 1791)
  - Дедушка по материнской линии: Хон Санён (홍상언, 洪尙彦) (1701—1763)
  - Бабушка по материнской линии: госпожа Ким из клана Ыйсон Ким (의성 김씨, 義城 金氏)

### Братья и сестры
- Старший сводный брат — Ким Гидэ (хангыль: 김기대, ханджа: 金基大) (1738—1777)
  - Сводный племянник — Ким Ченсон (김종선, 金宗善) (1766—1810)
- Старший брат: Ким Гичжон (хангыль: 김기종, ханджа: 金基種)

### Муж
- ван Чонджо (정조, 正祖) (28 октября 1752 г. — 18 августа 1800 г.)
  - Свёкор — принц Садо (13 февраля 1735 — 12 июля 1762) (조선 장조) (15 февраля 1719 — 16 ноября 1728)
    - Законный свёкор — наследный принц Хёчжан[4] (15 февраля 1719 — 16 ноября 1728)

  - Свекровь — королева Хонён из клана Пунсан Хон (6 августа 1735 — 13 января 1816) (헌경왕후 홍씨)
    - Законная свекровь — королева Хёсун из клана Пунгян Джо (효순왕후 조씨) (8 января 1716 — 30 декабря 1751)

### Дети
Собственных детей нет.
- Приёмный сын: Ли Сун, наследный принц Мунхё (문효세자, 文孝世子) (13 октября 1782 г. — 6 июня 1786 г.)
- Приёмный сын: ван Сунджо (순조대왕, 純祖大王) (29 июля 1790 — 13 декабря 1834)
  - Приёмная невестка: королева Сунвон из клана Андон Ким (순원왕후, 純元王后) (8 июня 1789 г. — 21 сентября 1857 г.)
    - Приёмный внук: Ли Ён, наследный принц Хёмён (효명세자, 孝明世子) (18 сентября 1809 г. — 25 июня 1830 г.)
      - Жена приёмного внука: королева Синджон из клана Пунгян Джо (신정왕후, 神貞王后) (21 января 1809 г. — 4 июня 1890 г.)

    - Приёмная внучка: принцесса Мёнгон (명온공주, 明溫公主) (1810—1832)
    - Приёмная внучка: принцесса Бокон (복온공주, 福溫公主) (1818—1832)
    - Безымянный приёмный внук; умер преждевременно (1820—1820)
    - Приёмная внучка: принцесса Докон (덕온공주, 德溫公主) (1822—1840)
    - Приёмный внук: король Чхольчон (철종대왕, 哲宗大王) (25 июля 1834 г. — 16 января 1864 г.)
      - Жена приёмного внука: королева Чхорин из клана Андон Ким (철인왕후 김씨, 哲仁王后 金氏) (27 апреля 1837 г. — 12 июня 1878 г.)

## В искусстве
- Сыграла Ким Чон в сериале MBC 1989 года « 500 лет Чосона: Па Мун» .
- Сыграла Ли Э Чжон в сериале MBC 1998 года «Королевская дорога» .
- Сыграла Пак Ын Хе в сериале MBC 2007 года «Ли Сан, Ветер дворца» .
- Сыграла Ли Хён Чжон в фильме 2014 года «Трон».